# Луканівка
Лукані́вка — село в Україні, у Кривоозерській селищній громаді Первомайського району Миколаївської області. Населення становить 1131 особу.
На захід від села розташована ботанічна пам'ятка природи «Луканівка».

## Населення

### Мова
Розподіл населення за рідною мовою за даними перепису 2001 року:
| Мова       | Кількість | Відсоток |
| ---------- | --------- | -------- |
| українська | 1087      | 96.11%   |
| російська  | 22        | 1.95%    |
| румунська  | 14        | 1.24%    |
| вірменська | 5         | 0.44%    |
| білоруська | 3         | 0.26%    |
| Усього     | 1131      | 100%     |

## Постаті
- Курячанський Вадим Анатолійович (1978—2015) — солдат Збройних сил України, учасник російсько-української війни.
- У Луканівці у 1920-ті роки жив батько відомого російського олігарха Юрія Валентиновича Ковальчука (занесеного до санкційного списку США) — радянський та російський історик Валентин Михайлович Ковальчук (22.07.1916 — 04.10.2013), автор книги «Война и блокада». У селі 1887 року народився і дід олігарха — Михайло Іванович Ковальчук.